# Sindre Skjøstad Lunke
Sindre Skjøstad Lunke (Trondheim, 17 aprile 1993) è un ex ciclista su strada norvegese, professionista dal 2016 al 2020.

## Carriera
Scalatore, dopo aver corso in patria con squadre minori, passa professionista a inizio 2016 con il Team Giant-Alpecin; in stagione corre la sua prima Vuelta a España. Nel 2017 aiuta il proprio capitano Tom Dumoulin alla conquista del Giro d'Italia; l'8 settembre dello stesso anno viene annunciato il suo passaggio al Team Fortuneo-Samsic, dove ritrova il vecchio compagno di squadra Warren Barguil. Nel 2018 partecipa alla Parigi-Roubaix, concludendo fuori tempo massimo.
Nel 2019 passa al team Professional danese Riwal Readynez; conclude la carriera a fine 2020 senza aver ottenuto successi da professionista.

## Piazzamenti

### Grandi Giri
- Giro d'Italia

2017: 120º
- Vuelta a España

2016: 135º

### Classiche monumento
- Parigi-Roubaix

2018: fuori tempo massimo
- Liegi-Bastogne-Liegi

2016: 139º
2017: ritirato
- Giro di Lombardia

2016: ritirato